# Marcel Steiner
Marcel Steiner es un deportista suizo que compitió en vela en la clase Tornado. Ganó cuatro medallas en el Campeonato Europeo de Tornado entre los años 2016 y 2019.

## Palmarés internacional
| \| Campeonato Europeo \| Campeonato Europeo \| Campeonato Europeo \| Campeonato Europeo \| \| Año \| Lugar \| Medalla \| Clase \| \| ------------------ \| ------------------- \| ------------------ \| ------------------ \| \| 2016 \| Cesenatico (Italia) \| Medalla de bronce \| Tornado \| \| 2017 \| Dervio (Italia) \| Medalla de plata \| Tornado \| \| 2018 \| Arco (Italia) \| Medalla de plata \| Tornado \| \| 2019 \| Rímini (Italia) \| Medalla de plata \| Tornado \| |                     |                   |         |
| Campeonato Europeo |                     |                   |         |
| Año | Lugar               | Medalla           | Clase   |
| 2016 | Cesenatico (Italia) | Medalla de bronce | Tornado |
| 2017 | Dervio (Italia)     | Medalla de plata  | Tornado |
| 2018 | Arco (Italia)       | Medalla de plata  | Tornado |
| 2019 | Rímini (Italia)     | Medalla de plata  | Tornado |